# Domaine de Caines
Le domaine de Caines est une ancienne plantation située près du village Dieppe Bay Town à Saint-Christophe-et-Niévès. Le domaine faisait partie du quartier français appelé Capisterre.

## Historique

### Famille Caines
Le 15 août 1726, Charles Caines se proposa pour acheter une plantation à Capisterre lors de la liquidation des terres françaises après la conquête de l'île par les Anglais. Il acheta plusieurs hectares de terres. En 1772, un ouragan frappa l'île et causa de nombreux dégâts au domaine.

### Famille Ewing
Aux alentours de 1853, le domaine Caines devint la propriété de James Ewing and Co de Glasgow, en Écosse. Il était toujours entre les mains de ses héritiers en 1880.

### Famille Blake
À la fin du XIXe siècle, le domaine Caines devint la propriété de Daniel Sharry Blake, né à Niévès, et un des plus grands propriétaires terriens de Saint-Christophe au début du XXe siècle. Il mourut à Londres en 1910 et, dans son testament, laissa le domaine de Caines à sa fille Lilian Agatha. En 1916, elle épousa l'avocat Cyril Malone, fils de Salomon Malone d'Antigua. Après la mort de Cyril 1948, Lilian s'e remaria et vendit sa propriété qui fut acquis par le gouvernement en 1975.